# Экономика Сент-Китса и Невиса
Сент-Китс и Невис — относительно благополучная в экономическом отношении стран Карибского бассейна.

## Сельское хозяйство
Сельское хозяйство даёт 3,5 % ВВП. Главными сельскохозяйственными культурами являются хлопчатник, кокосовая пальма и сахарный тростник (100 тыс. т). Выращивают также, томаты (98 т), бананы, ананасы, картофель (150 т), ямс, рис. Развито животноводство и рыболовство.

## Промышленность
Промышленность даёт 25,8 % ВВП. Промышленность представлена в основном предприятиями пищевой промышленности и по переработке сельскохозяйственного сырья. В последнее время развивается электроника.

## Транспорт
Аэропорты
- всего — 2, в том числе:
  - с твёрдым покрытием — 2

Автомобильные дороги
- всего — 320 км, в том числе:
  - с твёрдым покрытием — 138 км
  - без твёрдого покрытия — 182 км

Железные дороги
- всего — 50 км

Водный транспорт
- всего — 104 судна (более 1000 грт) водоизмещением 465056 грт/663551 дедвейт

## Торговля
- Экспорт: $70 млн
- Статьи экспорта: машины, продовольствие, электроника, табак
- Партнёры по экспорту: США 61,9 %, Канада 9,4 %, Нидерланды 6,6 %, Азербайджан 5 %
- Импорт: $405 млн
- Статьи импорта: машины и оборудование, продовольствие, топливо
- Партнёры по импорту: США 49,5 %, Тринидад и Тобаго 13,3 %, Великобритания 4,5 %